# Como 1907 2017-2018
Questa voce raccoglie le informazioni riguardanti il Como 1907 nelle competizioni ufficiali della stagione 2017-2018.

## Stagione
Al termine della stagione precedente, a fine maggio, la proprietà del F.C. Como nomina come allenatore Mark Iuliano e come direttore sportivo Nello de Nicola, che non entreranno però mai in carica: nel mese successivo, infatti, la società, nonostante diverse rassicurazioni da parte della dirigenza, non provvede a onorare alcune pendenze (stipendi e contributi arretrati, documentazione, fideiussione) necessarie per chiedere la ri-affiliazione alla FIGC e potersi re-iscrivere alla Serie C. Il 30 giugno 2017 la FIGC respinge pertanto ufficialmente la domanda di attribuzione del titolo sportivo della vecchia società fallita nel corso della stagione precedente alla F.C. Como S.r.l., escludendo di conseguenza il Como dai campionati professionistici e svincolando i giocatori ancora sotto contratto.
A seguito di tali circostanze, in base all'articolo 10, comma 52 delle NOIF, la tradizione sportiva del Como è stata affidata dal sindaco Mario Landriscina a una nuova società, il Como 1907 s.r.l., fondata dagli imprenditori Massimo Nicastro, Roberto Felleca e Roberto Renzi, che viene quindi ammessa in sovrannumero al campionato di Serie D 2017-2018. La nuova società nomina come nuovo allenatore Antonio Andreucci, proveniente dalla Triestina.

## Divise e sponsor
Il nuovo sponsor tecnico per la stagione 2017-2018 è la HS Football; lo sponsor principale è Verga, mentre altri sponsor presenti sulla maglia sono Fox Town (sul petto) e Acqua San Bernardo (sulla schiena, sotto al numero di maglia).
La prima maglia è blu, con collo bianco a V e sottili righe verticali bianche. La seconda maglia è rossa, mentre quella del portiere è gialla o verde.

## Organigramma societario
Area direttiva
- Presidente: Massimo Nicastro
- Presidente onorario: Enzo Angiuoni
- Vice presidente: Stefano Verga (dal 2 settembre 2017)
- Consigliere delegato: Roberto Felleca
- Responsabile Marketing: Alessandro Quoiani

Area tecnica
- Direttore sportivo: Roberto Pruzzo
- Allenatore: Antonio Andreucci
- Allenatore in seconda: Roberto Cau
- Collaboratore tecnico: Ninni Corda
- Preparatore atletico: Luca Carlo Guerra
- Preparatore dei portieri: Sabino Oliva
- Fisioterapista/Massaggiatore: Simone Gallo

## Rosa
| N. |                     | Ruolo | Calciatore                   |
| -- | ------------------- | ----- | ---------------------------- |
|    | Italia (bandiera)   | P     | Matteo Kucich                |
|    | Italia (bandiera)   | P     | Alessandro Gozzi             |
|    | Italia (bandiera)   | P     | Matteo Cesaroni              |
|    | Italia (bandiera)   | P     | Fabrizio Deiana              |
|    | Italia (bandiera)   | D     | Christian Anelli             |
|    | Italia (bandiera)   | D     | Davide Sentinelli (capitano) |
|    | Italia (bandiera)   | D     | Dario Bova                   |
|    | Italia (bandiera)   | D     | Simone Morelli               |
|    | Italia (bandiera)   | D     | Nicola Bartoli               |
|    | Italia (bandiera)   | D     | Alessandro Manti             |
|    | Italia (bandiera)   | D     | Francesco Tosoni             |
|    | Italia (bandiera)   | D     | Ciro Loreto                  |
|    | Slovenia (bandiera) | D     | Sandro Zukić                 |
|    | Italia (bandiera)   | D     | Roberto Di Jenno             |
|    | Italia (bandiera)   | D     | Mario Di Tommaso             |
|    | Italia (bandiera)   | D     | Fabio Adobati                |
|    | Italia (bandiera)   | D     | Tiberio Parenti              |
|    | Italia (bandiera)   | D     | Rocco D'Aiello               |
|    | Italia (bandiera)   | C     | Edoardo Bovolon              |
|    | Italia (bandiera)   | C     | Federico Gentile             |
|    | Italia (bandiera)   | C     | Manuel Cicconi               |
|    | Italia (bandiera)   | C     | Daniele Molino               |
|    | Italia (bandiera)   | C     | Pietro Valsecchi             |

| N. |                    | Ruolo | Calciatore             |
| -- | ------------------ | ----- | ---------------------- |
|    | Italia (bandiera)  | C     | Fabio Manfrè           |
|    | Italia (bandiera)  | C     | Stefano Bonaiti        |
|    | Italia (bandiera)  | C     | Davide Buono.          |
|    | Italia (bandiera)  | C     | Daniel Gemignani       |
|    | Italia (bandiera)  | C     | Andrea Renzi           |
|    | Francia (bandiera) | C     | Rayan Adel Parra       |
|    | Italia (bandiera)  | C     | Giampaolo Calzi.       |
|    | Italia (bandiera)  | C     | Mirko Valenti          |
|    | Italia (bandiera)  | C     | Marco Arcaleni         |
|    | Italia (bandiera)  | A     | Pietro Fusi            |
|    | Italia (bandiera)  | A     | Francesco Gobbi        |
|    | Italia (bandiera)  | A     | Giulio Camarlinghi     |
|    | Italia (bandiera)  | A     | Daniel Bradaschia      |
|    | Italia (bandiera)  | A     | Nicola Petrilli        |
|    | Italia (bandiera)  | A     | Matteo Toniolo         |
|    | Senegal (bandiera) | A     | Ameth Fall             |
|    | Italia (bandiera)  | A     | Gianluca Boschetti     |
|    | Italia (bandiera)  | A     | Matteo Guazzo          |
|    | Italia (bandiera)  | A     | Riccardo Santi         |
|    | Italia (bandiera)  | A     | Pietro Viggiani        |
|    | Italia (bandiera)  | A     | Alessandro Gabrielloni |
|    | Italia (bandiera)  | A     | Giuseppe Meloni        |

## Risultati

### Girone d'andata
| Arbitro: | Giordano (Novara) |

|             |           |                         |
| Petrilli 4’ | Marcatori | 67’ Scapuzzi 82’ Duguet |

| Arbitro: | Perenzoni (Rovereto) |

|  |           |            |
|  | Marcatori | 83’ Molino |

| Arbitro: | Rinaldi (Messina) |

|             |           |  |
| Gentile 68’ | Marcatori |  |

| Arbitro: | Bertini (Lucca) |

|             |           |             |
| Moretto 83’ | Marcatori | 23’ Gentile |

| Arbitro: | Rainone (Nola) |

|                                         |           |           |
| Sentinelli 32’ Bovolon 45’ Cicconi 9+4’ | Marcatori | 30’ Balla |

| Arbitro: | Boscarino (Siracusa) |

|                                          |           |                                |
| Sentinelli 20’ (aut.) Massaro 93’ (rig.) | Marcatori | 26’ Bova 63’ (rig.) Sentinelli |

| Arbitro: | Tucci (Ostia Lido) |

|  |           |                  |
|  | Marcatori | 31’, 35’ Artaria |

| Arbitro: | Simone (Bologna) |

|  |           |          |
|  | Marcatori | 36’ Fall |

| Arbitro: | Votta (Moliterno) |

|          |           |                      |
| Fall 28’ | Marcatori | 80’ (rig.) Piraccini |

| Arbitro: | Modesto (Treviso) |

|  |           |                                  |
|  | Marcatori | 17’ Molino 42’ (rig.) Sentinelli |

| Arbitro: | Arena (Torre del Greco) |

|                           |           |                   |
| Molino 72’ Sentinelli 84’ | Marcatori | 43’ (aut.) Anelli |

| Arbitro: | Bonaldo (Conegliano) |

|                 |           |  |
| Chiazzolino 74’ | Marcatori |  |

| Arbitro: | Tremolada (Monza) |

|                                 |           |  |
| Sentinelli 5’ (rig.) Molino 31’ | Marcatori |  |

| Arbitro: | Panozzo (Castelfranco Veneto) |

|  |           |                       |
|  | Marcatori | 59’ (rig.) Sentinelli |

| Arbitro: | Iacovacci (Latina) |

|  |           |                  |
|  | Marcatori | 51’ Gili Borghet |

| Arbitro: | Angelucci (Foligno) |

|             |           |                |
| Capogna 55’ | Marcatori | 40’ Molino 60’ |

| Arbitro: | Grasso (Acireale) |

|             |           |  |
| Cicconi 70’ | Marcatori |  |

| Arbitro: | Petrella (Viterbo) |

|  |           |                       |
|  | Marcatori | 52’ Adobati 80’ Gobbi |

| Arbitro: | Saia (Palermo) |

|            |           |  |
| Anelli 25’ | Marcatori |  |

### Girone di ritorno
| Arbitro: | De Tommaso (Rieti) |

|                                       |           |                |
| Guccione 11’ Duguet 71’ Fumagalli 95’ | Marcatori | 87’ Sentinelli |

| Arbitro: | Fiero (Pistoia) |

|                                   |           |                  |
| Loreto 6’ Gentile 76’ Cicconi 91’ | Marcatori | 90+4’ De Carolis |

| Arbitro: | Morabito (Taurianova) |

|  |           |                               |
|  | Marcatori | 50’, 90+2’ Cicconi 69’ Meloni |

| Arbitro: | Frascaro (Firenze) |

|            |           |  |
| Meloni 66’ | Marcatori |  |

| Arbitro: | Arace (Lugo di Romagna) |

|               |           |                           |
| Franchini 77’ | Marcatori | 4’ Gentile 31’ Sentinelli |

| Arbitro: | Monaldi (Macerata) |

|            |           |  |
| Molino 42’ | Marcatori |  |

| Arbitro: | Panettella (Bari) |

|                          |           |  |
| Capelli 80’ Barzotti 84’ | Marcatori |  |

| Arbitro: | Costanza (Agrigento) |

|                      |           |  |
| Fusi 19’ Gentile 94’ | Marcatori |  |

| Arbitro: | Collu (Cagliari) |

|              |           |                               |
| Pautassi 73’ | Marcatori | 14’, 23’ Gabrielloni 19’ Fusi |

| Arbitro: | Camilli (Foligno) |

|                                                |           |               |
| Gentile 1’ 74’ Meloni 22’ Gabrielloni 51’, 70’ | Marcatori | 65’ Rolandone |

| Arbitro: | Repace (Perugia) |

|            |           |  |
| Birolo 88’ | Marcatori |  |

| Arbitro: | Di Marco (Ciampino) |

|                           |           |  |
| Gabrielloni 7’ Molino 71’ | Marcatori |  |

| Voghera 25 marzo 2018, ore 15.00 32ª giornata | OltrepoVoghera                | 0 – 0 | Como | Stadio Giovanni Parisi\| Arbitro: \| Panozzo (Castelfranco Veneto) \| |
| Arbitro:                                      | Panozzo (Castelfranco Veneto) |       |      |                                                                       |

| Arbitro: | Grasso (Acireale) |

|                               |           |                  |
| Gentili 19’ Gabrielloni 90+1’ | Marcatori | 4’ (rig.) Chessa |

| Arbitro: | Bertini (Lucca) |

|               |           |                             |
| Spadafora 81’ | Marcatori | 48’ Gabrielloni 58’ Cicconi |

| Como 15 aprile 2018, ore 15.00 35ª giornata | Como                 | 0 – 0 | Gozzano | Stadio Giuseppe Sinigaglia\| Arbitro: \| Perenzoni (Rovereto) \| |
| Arbitro:                                    | Perenzoni (Rovereto) |       |         |                                                                  |

| Arbitro: | Fiero (Pistoia) |

|               |           |                                                   |
| Menegazzo 12’ | Marcatori | 34’, 46’, 64’ Gabrielloni 56’ Gentile 61’ Bovolon |

| Arbitro: | Arace (Lugo di Romagna) |

|                            |           |             |
| Sentinelli 13’ Gentile 40’ | Marcatori | 90+2’ Shiba |

| Carate Brianza 6 maggio 2018, ore 15.00 38ª giornata | Folgore Caratese  | 0 – 0 | Como | Stadio XXV Aprile\| Arbitro: \| Biffi (Treviglio) \| |
| Arbitro:                                             | Biffi (Treviglio) |       |      |                                                      |

### Playoff
| Arbitro: | Pirrotta (Barcellona Pozzo di Gotto) |

|             |           |  |
| Gentile 63’ | Marcatori |  |

| Arbitro: | Bertini (Lucca) |

|                                               |           |                                 |
| Gentile 49’ Buono 73’ Gabrielloni 110’ (t.s.) | Marcatori | 35’ (aut.) Anelli 54’ Piraccini |

### Coppa Italia Serie D
| Arbitro: | Biffi (Treviglio) |

|                                                               |                      |                                                                       |
| Sentinelli 20’ (rig.) Cicconi 81’                             | Marcatori            | 44’ Caputo 90+1’ Canalini                                             |
| Sentinelli Molino Cicconi Bradaschia Bovolon Fusi Anelli Bova | Tiri di rigore 6 – 5 | Narducci Mangiarotti Canalini Spinelli Esposito Fabiani Suardi Longhi |

| Arbitro: | Nicolini (Brescia) |

|                        |                      |                    |
| Sentinelli Molino Bova | Tiri di rigore 3 – 0 | Santana Gucci Zaro |

| Arbitro: | Gullotta (Siracusa) |

|                           |           |               |
| Drovetti 40’ Vingiano 88’ | Marcatori | 90+5’ Cicconi |

### Statistiche di squadra
- Statistiche aggiornate al 2 Dicembre 2017.

| Competizione | Punti                 | In casa | In casa | In casa | In casa | In casa | In casa | In trasferta | In trasferta | In trasferta | In trasferta | In trasferta | In trasferta | Totale | Totale | Totale | Totale | Totale | Totale | D.R. |
| Competizione | Punti                 | G       | V       | N       | P       | Gf      | Gs      | G            | V            | N            | P            | Gf           | Gs           | G      | V      | N      | P      | Gf     | Gs     | D.R. |
| ------------ | --------------------- | ------- | ------- | ------- | ------- | ------- | ------- | ------------ | ------------ | ------------ | ------------ | ------------ | ------------ | ------ | ------ | ------ | ------ | ------ | ------ | ---- |
| Serie D      | 81                    | 19      | 14      | 2       | 3       | 30      | 12      | 19           | 11           | 4            | 4            | 28           | 15           | 38     | 25     | 6      | 7      | 58     | 27     | +31  |
| Coppa Italia | 3º turno eliminatorio | 2       | 0       | 2       | 0       | 2       | 2       | 1            | 0            | 0            | 1            | 1            | 2            | 3      | 0      | 2      | 1      | 3      | 4      | -1   |
| Totale       | 81                    | 21      | 14      | 4       | 3       | 31      | 14      | 20           | 11           | 4            | 5            | 29           | 17           | 41     | 25     | 8      | 8      | 61     | 31     | +30  |

### Andamento in campionato
- Statistiche aggiornate al 21 gennaio 2018.

| Giornata  | 1 | 2 | 3 | 4 | 5 | 6 | 7 | 8 | 9 | 10 | 11 | 12 | 13 | 14 | 15 | 16 | 17 | 18 | 19 | 20 | 21 | 22 | 23 | 24 | 25 | 26 | 27 | 28 | 29 | 30 | 31 | 32 | 33 | 34 | 35 | 36 | 37 | 38 |
| --------- | - | - | - | - | - | - | - | - | - | -- | -- | -- | -- | -- | -- | -- | -- | -- | -- | -- | -- | -- | -- | -- | -- | -- | -- | -- | -- | -- | -- | -- | -- | -- | -- | -- | -- | -- |
| Luogo     | C | T | C | T | C | T | C | T | C | T  | C  | T  | C  | T  | C  | T  | C  | T  | C  | T  | C  | T  | C  | T  | C  | T  | C  | T  | C  | T  | C  | T  | C  | T  | C  | T  | C  | T  |
| Risultato | P | V | V | N | V | N | P | V | N | V  | V  | P  | V  | P  | V  | V  | V  | V  | V  | P  | V  | V  | V  | V  | V  | S  | V  | V  | V  | S  | V  | N  | V  | V  | N  | V  | V  | N  |

Legenda:

Luogo: C = Casa; T = Trasferta. Risultato: V = Vittoria; N = Pareggio; P = Sconfitta.